# Pachyuromys duprasi
Genre
Espèce
Statut de conservation UICN

 LC  : Préoccupation mineure
Pachyuromys duprasi est la seule espèce du genre Pachyuromys. Ce rongeur de la famille des Muridés est une gerbille présente du Maroc à l’Égypte.
En français, elle est appelée Gerbille à queue grasse ou Pachyromys à queue en massue ou encore Souris à grosse queue ou Souris à queue en massue.

## Caractéristiques
À la manière de nombreux autres petits mammifères du désert, elle stocke des graisses au niveau de sa queue. Celle-ci n'est pas recouverte de fourrure afin de la maintenir au frais. Elle mesure environ de 10 à 13 cm.

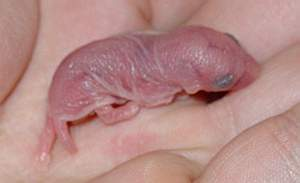
Petit à la naissance
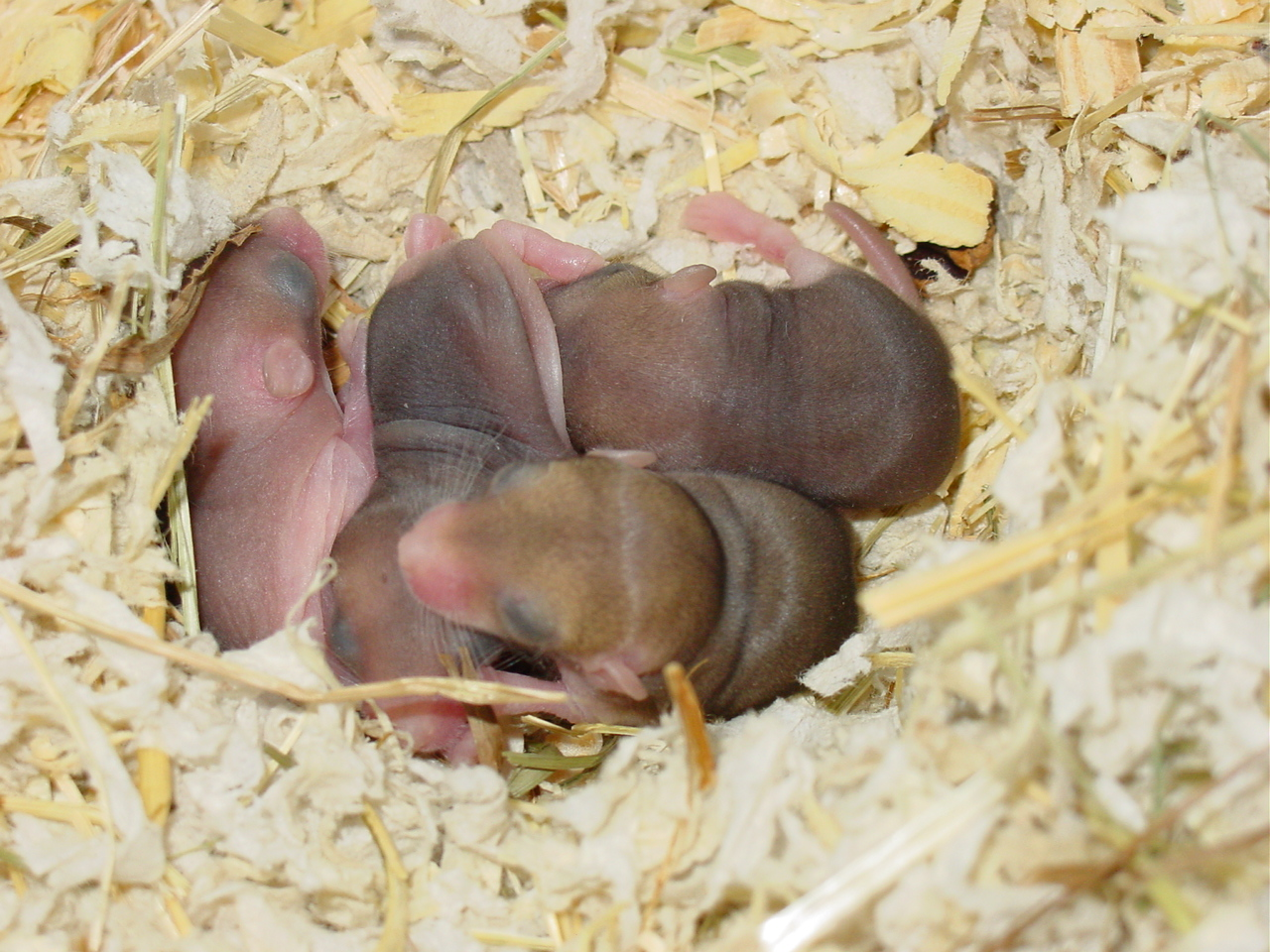
Nid avec portée âgée d'une semaine
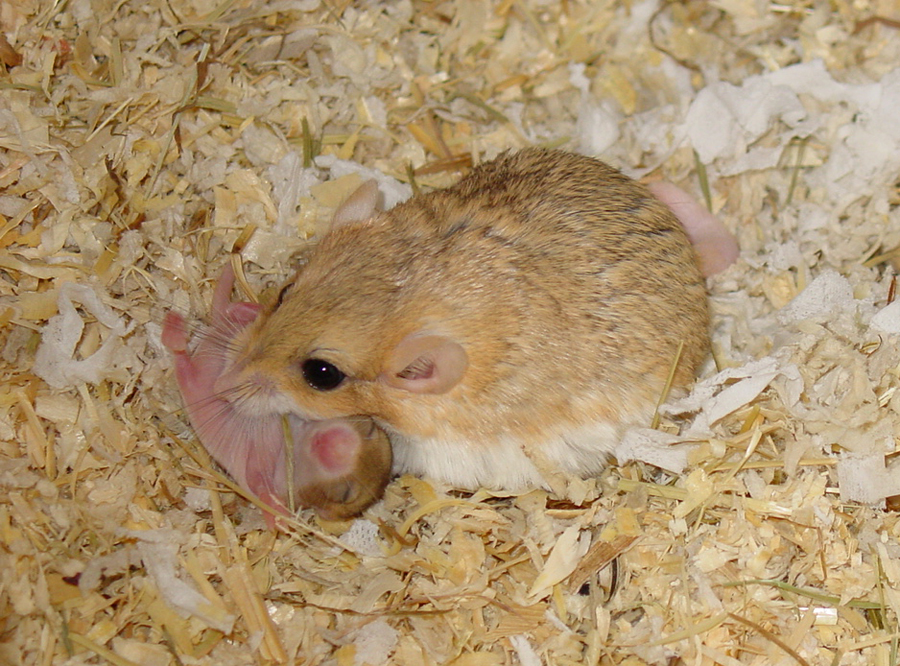
Femelle et son petit âgé de deux semaines
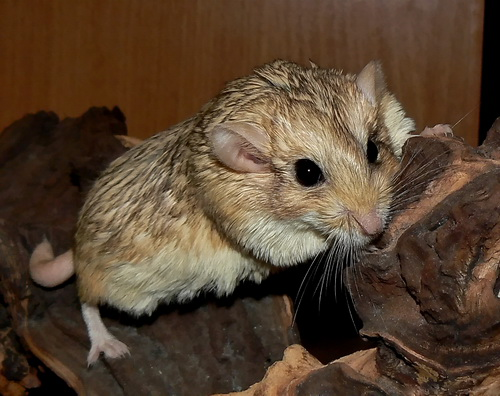
Gerbille à queue grasse adulte